# Guriševci
Guriševci (en serbe cyrillique : Гуришевци) est un village de Serbie situé dans la municipalité de Topola, district de Šumadija. Au recensement de 2011, il comptait 114 habitants.

## Démographie
| 1948 | 1953 | 1961 | 1971 | 1981 | 1991 | 2002 | 2011 |
| ---- | ---- | ---- | ---- | ---- | ---- | ---- | ---- |
| 304  | 290  | 280  | 247  | 226  | 197  | 153  | 114  |

|  |